# Ye Airport
Ye Airport är en flygplats i Myanmar.   Den ligger i regionen Monstaten, i den södra delen av landet, 500 km söder om huvudstaden Naypyidaw. Ye Airport ligger 25 meter över havet.
Terrängen runt Ye Airport är huvudsakligen platt, men österut är den kuperad. Terrängen runt Ye Airport sluttar västerut. Runt Ye Airport är det ganska tätbefolkat, med 96 invånare per kvadratkilometer. I omgivningarna runt Ye Airport växer i huvudsak städsegrön lövskog.